# Stigonematales
Stigonematales je řád sinic, ke kterému se řadí rody s vláknitými stélkami s pravým větvením. Obvykle tvoří i heterocyty a množí se pomocí hormogonií, tedy úlomky vláken. Vlákna jsou slizovitá (obalená ztlustlými pochvami v několika vrstvách) a obvykle dohněda.
Řadí se k nim například rod Mastigocladus, Hapalosiphon a samozřejmě Stigonema.